# Dover Patrol
La Dover Patrol (Patrouille de Douvres) est un commandement de la Royal Navy lors de la Première Guerre mondiale, connu pour son implication dans le raid sur Zeebruges le 22 avril 1918.

## Historique
La patrouille de Douvres forme une unité indépendante de la Royal Navy, basée à Douvres et à Dunkerque pendant la Première Guerre mondiale. Sa tâche principale est d'empêcher tout bâtiment allemand, principalement des sous-marins, en route vers l'océan Atlantique de traverser la Manche, ce qui oblige la marine impériale ennemie à emprunter la route beaucoup plus longue faisant le tour de l'Écosse, elle-même couverte par la Northern Patrol.
À la fin de juillet 1914, avec la guerre qui se profile, 12 destroyers de la classe Tribal (en) arrivent à Douvres et rejoignent les destroyers quasi obsolètes déjà basés dans ce port, la plupart d'entre eux construits à la fin du XIXe siècle. Ces destroyers ont formé le noyau de la jeune patrouille de Douvres qui, à ses débuts, en tant que modeste commandement mal équipé, est devenue l'un des commandements les plus importants de la Royal Navy durant la Première Guerre mondiale.
La Dover patrol rassemble des croiseurs, des destroyers, des monitors, des chalutiers armés, des harenguiers, des dragueurs de mines, des yachts armés, des vedettes à moteur et des bateaux côtiers, des sous-marins côtiers, des hydravions, des avions et des dirigeables. Avec ces moyens, elle exerce plusieurs fonctions simultanément dans le sud de la mer du Nord et le pas de Calais : effectuer des patrouilles anti-sous-marines, escorter les navires marchands, des navires hôpitaux et des transports de troupes ; poser des mines marines et même établir des barrages de mines ; enlever les mines allemandes ; bombarder les positions militaires allemandes sur la côte belge et couler des sous-marins.
La patrouille est dissoute plusieurs mois après l'armistice.

## Mémoire

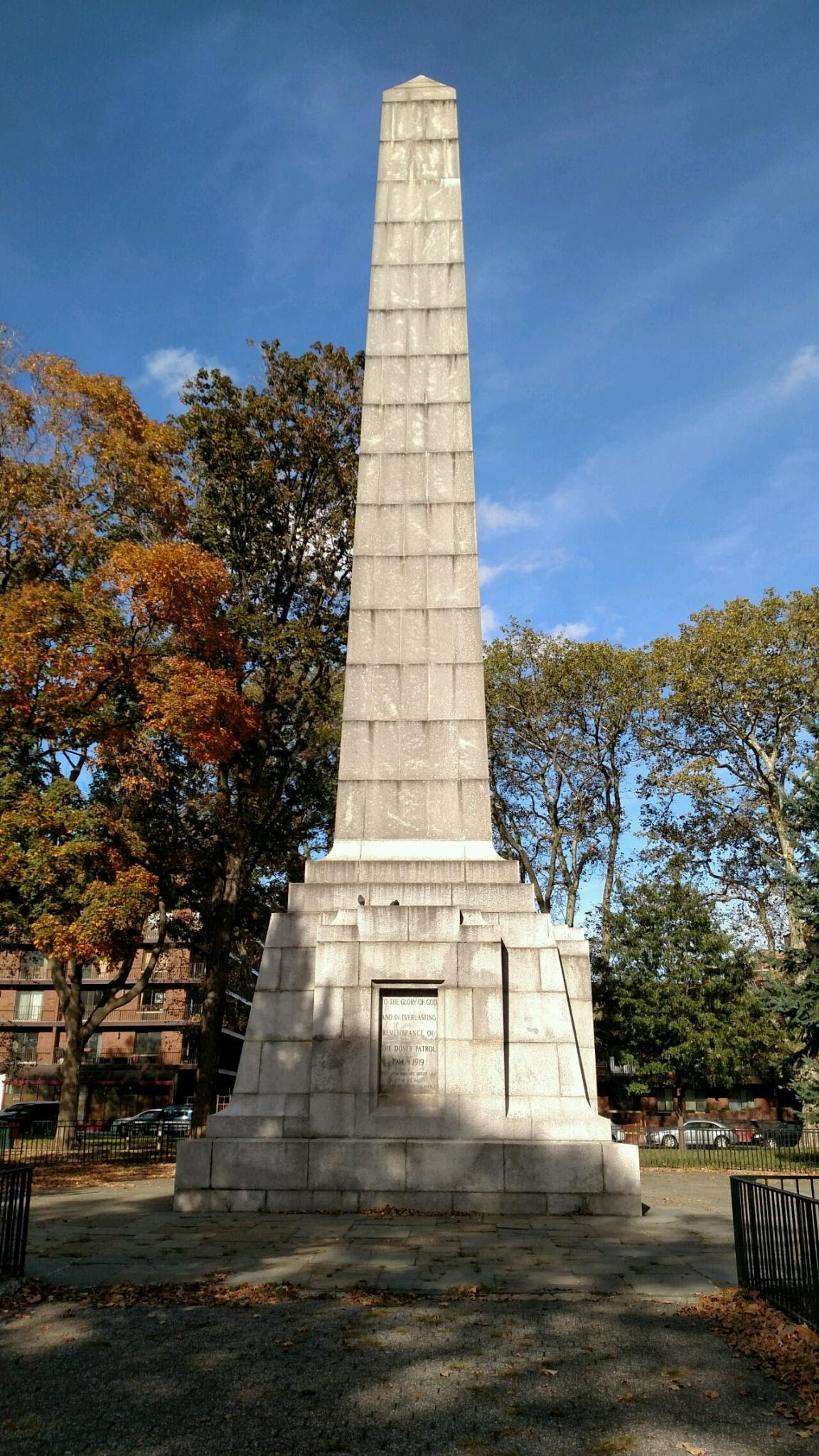
L'obélisque au parc John Paul Jones à New York

Après la guerre, une souscription est lancée pour ériger un monument à la mémoire de la patrouille de Douvres. En juillet 1921, le mémorial à la pointe Leathercote, près de St Margaret's Bay, est dévoilé.
Des obélisques commémoratifs similaires se trouvent d'une part au cap Blanc-Nez sur la côte française et, d'autre part, dans le parc John Paul Jones au sein du Fort Hamilton qui surplombe le port de New York.
L'obélisque en France voit sa première pierre posée par le maréchal Foch dès le 26 janvier 1920, en présence de l'amiral Ronarc'h (qui fut chef des armées du Nord) et devant les fusiliers marins de Deal (Kent). Il est inauguré le 20 juillet 1922 par le ministre de la Marine Flaminius Raiberti. Il est dû à l'architecte belge Léon Dekeyser. Il est dédié à la mémoire des marins français et britanniques tombés pour la défense du détroit.